# Habacuc

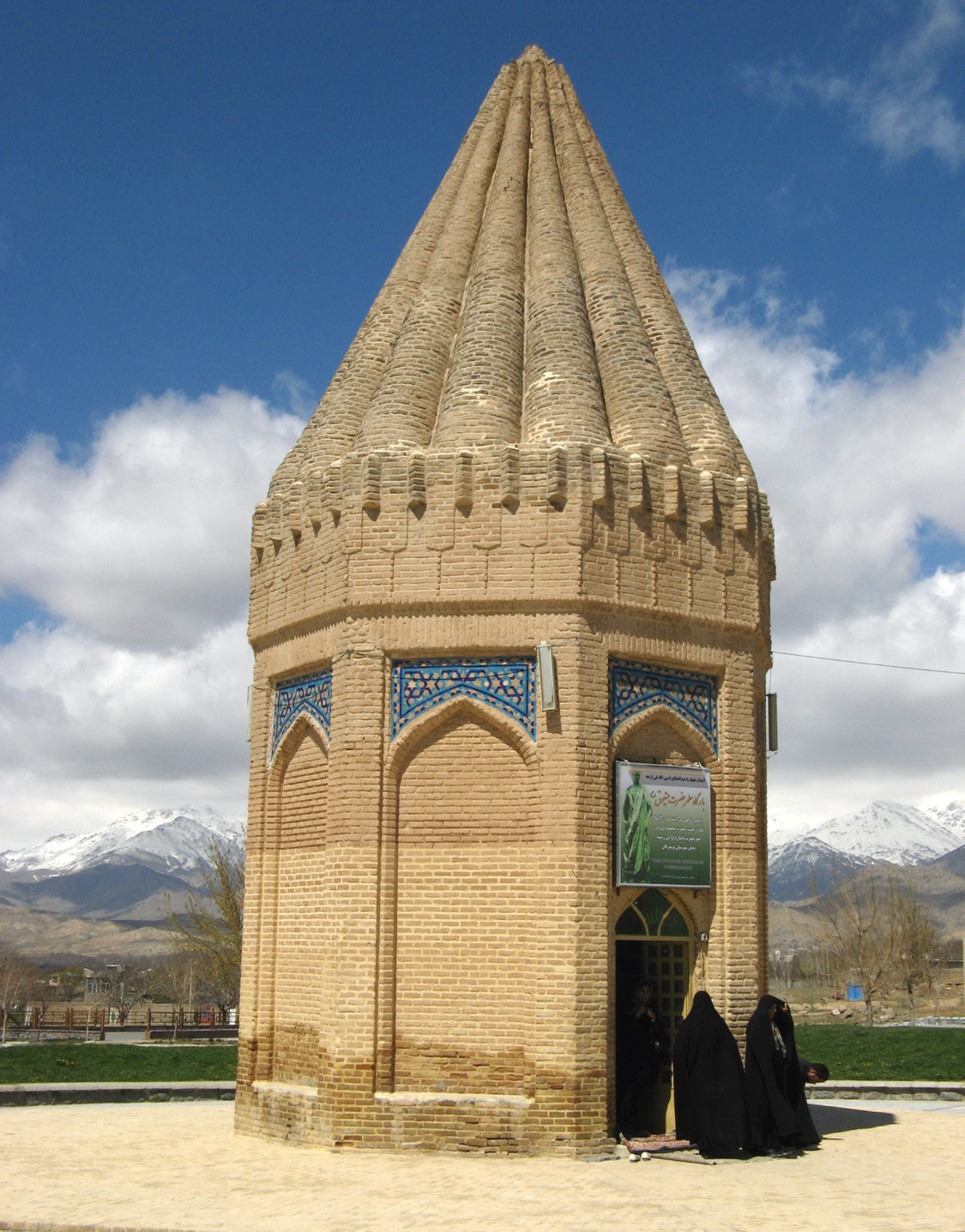
Mausolelul lui Habacuc (în Toyserkan, Iran)

Habacuc sau Avacum este un profet din Vechiul Testament, activ la Ierusalim, probabil pe la sfârșitul sec. al VII-lea î.e.c., ale cărui profeții sunt adunate în cartea care-i poartă numele. Despre el, în afară de această carte, nu există nici o altă informație; nici măcar numele lui nu s-a transmis uniform și unanim. Textul ebraic îl numește Hăbhaqquq חבקוק, tradus în grecește (LXX – Septuaginta) cu Άμβακούμ (de unde și traducerea românească BOR cu: Avacum), iar în Vulgata, latinii l-au transcris Habacuc, de unde l-au preluat mai toate limbile moderne.

## Etimologia numelui
Forma ebraică Hăbhaqquq ar însemna „îmbrățișare”, „cel care îmbrățișează” sau – mai puțin probabil – „luptă/luptător” (cum îl vrea sf. Ieronim). Forma grecească ar putea deriva de la asirianul ĥambaqûqu, numele plantei cassia tora.

## Încercari de identificare și datare
Cu privire la personajul propriu-zis istoric lipsesc informațiile biografice, chiar Biblia numește doar un Habacuc și numai în cartea profetului Daniel (Dan 14, 32-38), dificil de identificat cu acest profet; cartea lui Habacuc este absolut lipsită de date (auto-)biografice directe.
Tradiția iudaică și – mai apoi – legenda creștină s-au străduit să umple golul cu „date”, a căror autenticitate este imposibil de verificat. Conform unor rabini, Habacuc ar fi fiul femeii din Sunam, căreia Elizeu i-a prezis nașterea unui fiu și pe care mai apoi l-a resuscitat (cf. 2Regi 4,16-36).
În „Viețile profeților”, atribuite unui oarecare Epifan sau lui Dorotei, Habacuc s-ar fi născut la Βηθζοχήρ (Bet zoher), localitate la 16 km. S de Ierusalim, din tribul lui Simeon; ar fi fugit de la Ierusalim în timpul asedierii lui de către babilonienii lui Nabucodonosor și s-ar fi stabilit la Straki, pe coasta egipteană, de unde s-ar fi întors doar atunci când babilonienii se retrăseseră deja; s-ar fi îndeletnicit cu agricultura și ar fi murit la Ierusalim în 538 î.e.c., așadar cu doi ani înainte ca Cirus să emane presupusul edict de reîntoarcere a evreilor; decretul este considerat legendar (închipuit, nu real). Trupul său ar fi fosr găsit împreună cu cel al profetului Mica (Miheia) de către Sebeniu, episcopul de Eleutheropolis (Elefteropolis; in epoca modernă Beit Guvrin sau Beit-Djibrin), căruia cei doi profeți i-ar fi descoperit în vis unde sunt înmormântați.
Cum însă Habacuc, în cartea sa, nu pomenește niciodată numele poporului căruia îi adresa proorociile sale, este dificil dacă nu imposibil să se poată determina perioada vieții sale și identitatea acelora împotriva cărora proorocea. În fața acestei stări de lucruri, cercetătorii îl plasează fie pe timpul regelui Iezechia (ca. 726/715–697/687), fie la sfârșitul domniei lui Manase (ca. 697/687–643/642), fie sub regele Iosia (ca. 641/640–609), fie sub Ioachim (609–598), fie pe timpul regelui Zedechia (598–587/586). Nu lipsesc nici cei care coboară chiar până la exil, pe timpul persanilor și a macedonienilor. Natural, variind aceste date se schimbă și obiectul profeției: identificat în asirieni și babilonieni, sau în pătura socială nelegiuită a chiar poporului evreu sau/și în alții.
În baza textului, în care profetul se plânge de nedreptățile, silnicia și violența săvârșite de cuceritori, însă fără să pomenească distrugerea Ierusalimului, dintre diferitele date propuse, cea mai probabilă pentru activitatea lui Habacuc pare să fie 599/598; ultimii ani ai domniei lui Ioachim (Eliachim), ani dominați de puterea babiloniană, care putere a înlocuit-o pe cea asiriană după cucerirea cetății Ninive (612 î.e.c.). Sunt ani caracterizați de o politică de nesuportare a jugului babilonian, promovată de regii lui Iuda, o politică – condamnată deja și de alți profeți – care a provocat distrugerea totală a Ierusalimului și a regatului lui Iuda în 586 î.e.c., marcând sfârșitul regatelor independente evreiești din Țara Israel.
Acesta ar fi cadrul istoric în care cartea lui Habacuc, cu problemele ei specifice, își găsește pe deplin justificarea.

## Mesajul lui Habacuc

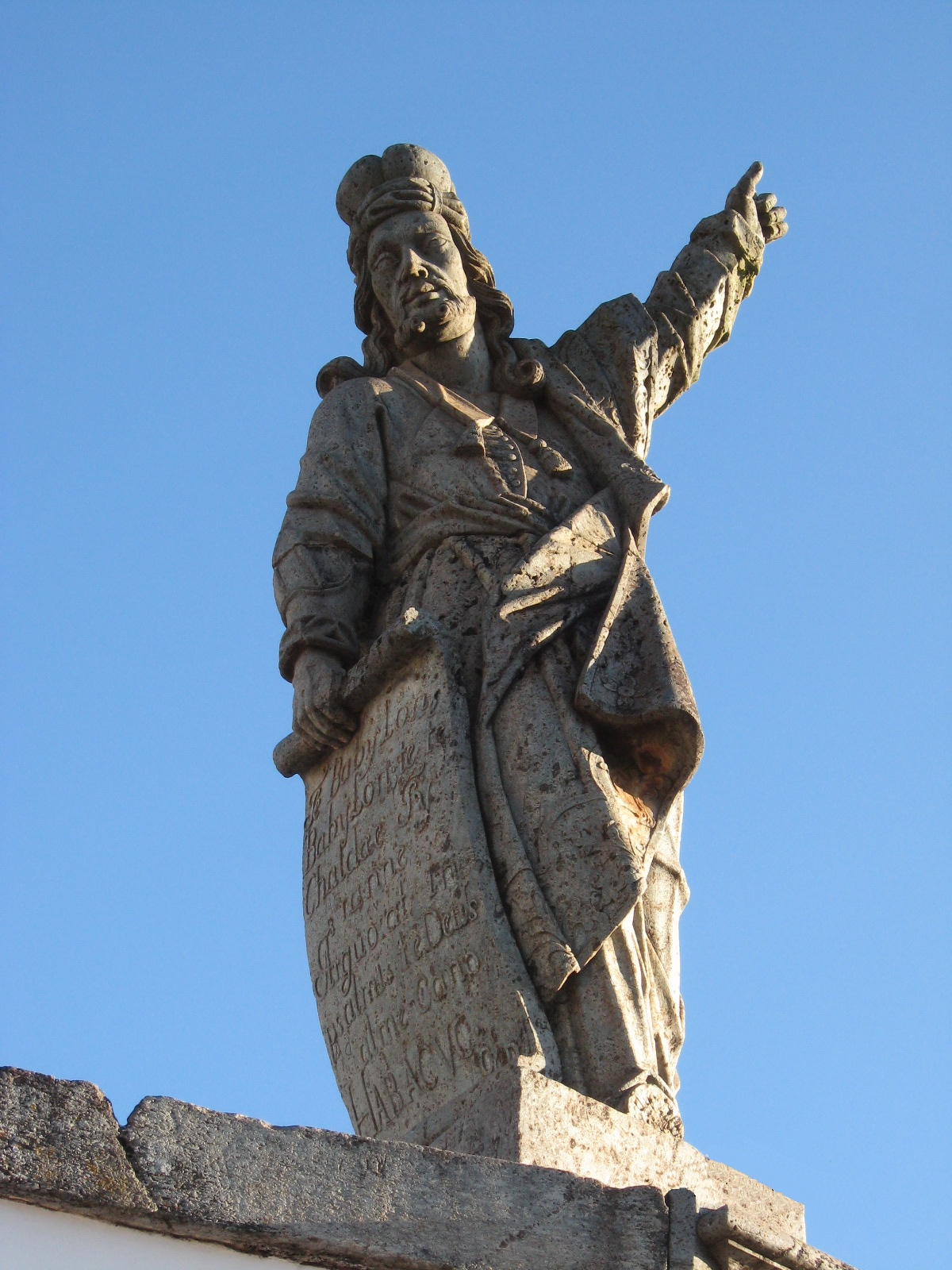
Gestul indicativ al profetului

Menirea lui Habacuc nu pare să fi fost aceea de a prezice poporului iminenta catastrofă ca urmare a nenumăratelor infidelități (care determinau dreapta pedeapsă a lui Dumnezeu). Această linie teologică a fost urmată de alți profeți: Amos, Osea, Isaia, Miheea, Sofonia, Ieremia și, mai târziu, va fi urmată și de Ezechiel. Acest curent, precum și profeții care-l reprezentau, considera că dușmanii lui Israel, nimic altceva decât actualele instrumente ale lui Dumnezeu de pedepsire a poporului infidel Alianței. Privind viitorul ei preziceau și sfârșitul acestor dominatori (contemporani lor) odată încheiatîă menirea lor provodențială, care – pentru moment – îi făcea „servitori” ai Domnului, dar care mai apoi vor fi pedepsiți pentru nelegiuirile și cruzimile lor.
Habacuc – și aceasta este pentru prima oară în istoria biblică – pune problema în alți termeni: cum se împacă sfințenia și dreptatea lui Dumnezeu cu răutatea, cruzimea și nelegiuirea acelora care în prezent au avânt și – prin aceasta – dovedesc că sunt (conform concepției teologice din acel timp) prieteni cu Dumnezeu și se bucuură de prietenia Lui?
Cu această optică, Habacuc este mai aproape de literatura biblică sapiențială decât de cea profetică. 
Soluția pe care el o dă – unica posibilă în așteptarea revelației depline, în Isus – îl plasează pe urmele lui Abraham, strămoșul poporului evreu, care – conform apostolului Paul – datorează paternitatea sa mai mult credinței decât cărnii, pentru că „a crezut împotriva oricărei speranțe”.
Miezul doctrinei lui Habacuc este în versetul 4 din capitolul 2, unde – repetatelor lamentări ale profetului, împotriva nedreptăților și infidelităților – Dumnezeu îi răspunde: „iată că acela care nu are sufletul drept se va prăbuși, cel drept însă prin credință va trăi” (o altă traducere a acestui verset – și de fapt mai aproape de sensul originar –este: „datorită fidelității sale va trăi”).
Acestui mesaj central din 2,4, primul capitol îi constituie o premisă (un fel de punere a problemei); iar restul capitolului 2 și capitolul 3 sunt o urmare firească a acestei afirmații centrale.
Termenul de „fidelitate / credință” folosit de Habacuc nu are sensul teologic propriu-zis de „credință” dezvoltat mai târziu de Paul. Însă, chiar însemnând o conduită exterioară – în conformitate cu legile statornicite de Dumnezeu prin Alianță – presupune un act de credință în Dumnezeu, în sensul că El nu va uita (neglija) făgăduințele sale (de a face deosebire atât la nivel comunitar cât și la nivel individual a acelora care făptuiesc răul). Este deja actul de credință în sensul paulin și actual, împotriva aparențelor, că Dumnezeu va răsplăti pe acela care umblă în Legea Sa și nu-și abate picioarele de la căile sale. Iată de ce este evident că Paul n-a alterat mesajul lui Habacuc atunci când – scriind despre legătura dintre justificare și credință – se referea la Habacuc, dând termenului „fidelitate” semnificația mai deplină a „credinței” (cf. Romani 3,11).
La acest nivel, mesajul lui Habacuc apare de o permanentă actualitate, deoarece și-n ambient creștin credința în cauza lui Dumnezeu și fidelitatea față de Legile sale sunt condiții esențiale de viață.
Cartea lui Habacuc a fost folosită de comunitatea de la Qumran, care a făcut un comentariu descoperit în 1947 (manuscrisul poartă sigla de: 1Qp.Hab.). ei au interpretat primele două capitole în funcție de istoria Învățătorului Dreptății și al Comunității Alianței. În acest comentariu, caldeii menționați în Habacuc sunt identificați cu romanii cotropitori.
În afără de Scrisori, Paul – mai direct sau mai indirect – a folosit doctrina lui habacuc și în predicile sale (cf. Faptele Apostolilor 13,41).
Habacuc este cinstit de creștini drept sfânt și sărbătorit la 15 ianuarie, conform Martirologiului Roman și a Sinaxarului.

## Habacuc în iconografie

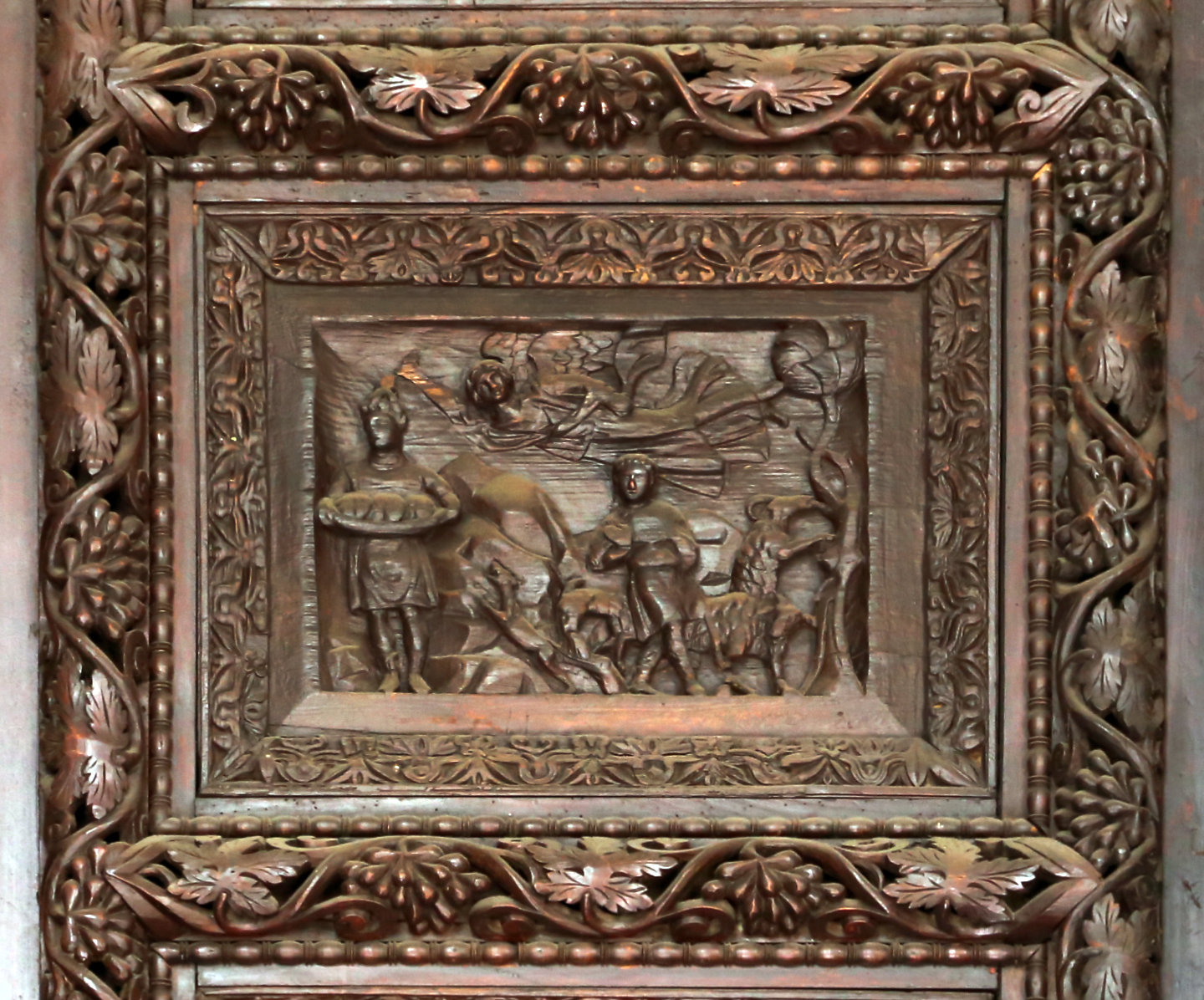
Habacuc călăuzit de înger, sculptură din sec. al V-lea, Bazilica Santa Sabina din Roma

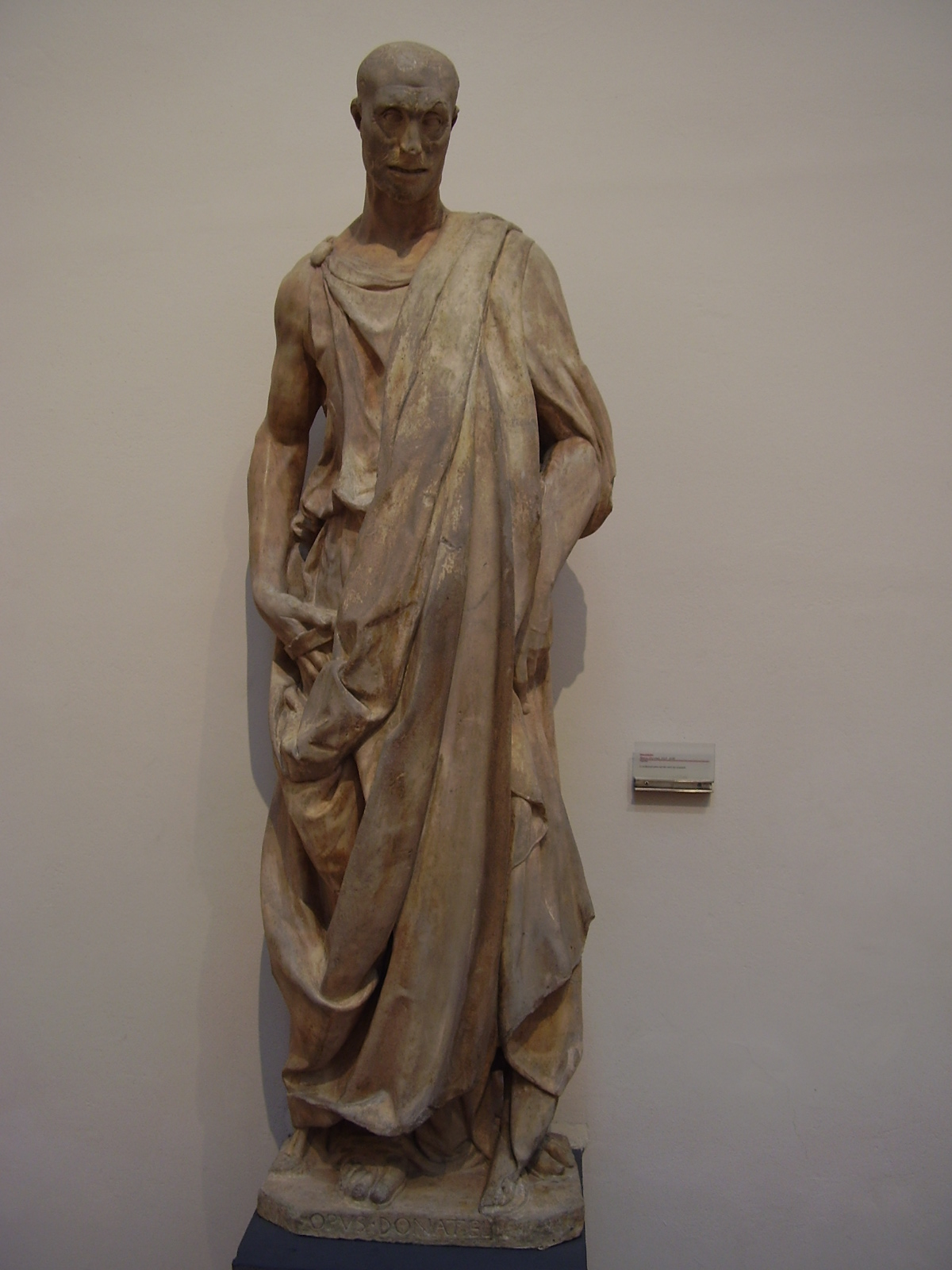
Habacuc, sculptură de Donatello, sec. al XV-lea, Florența.

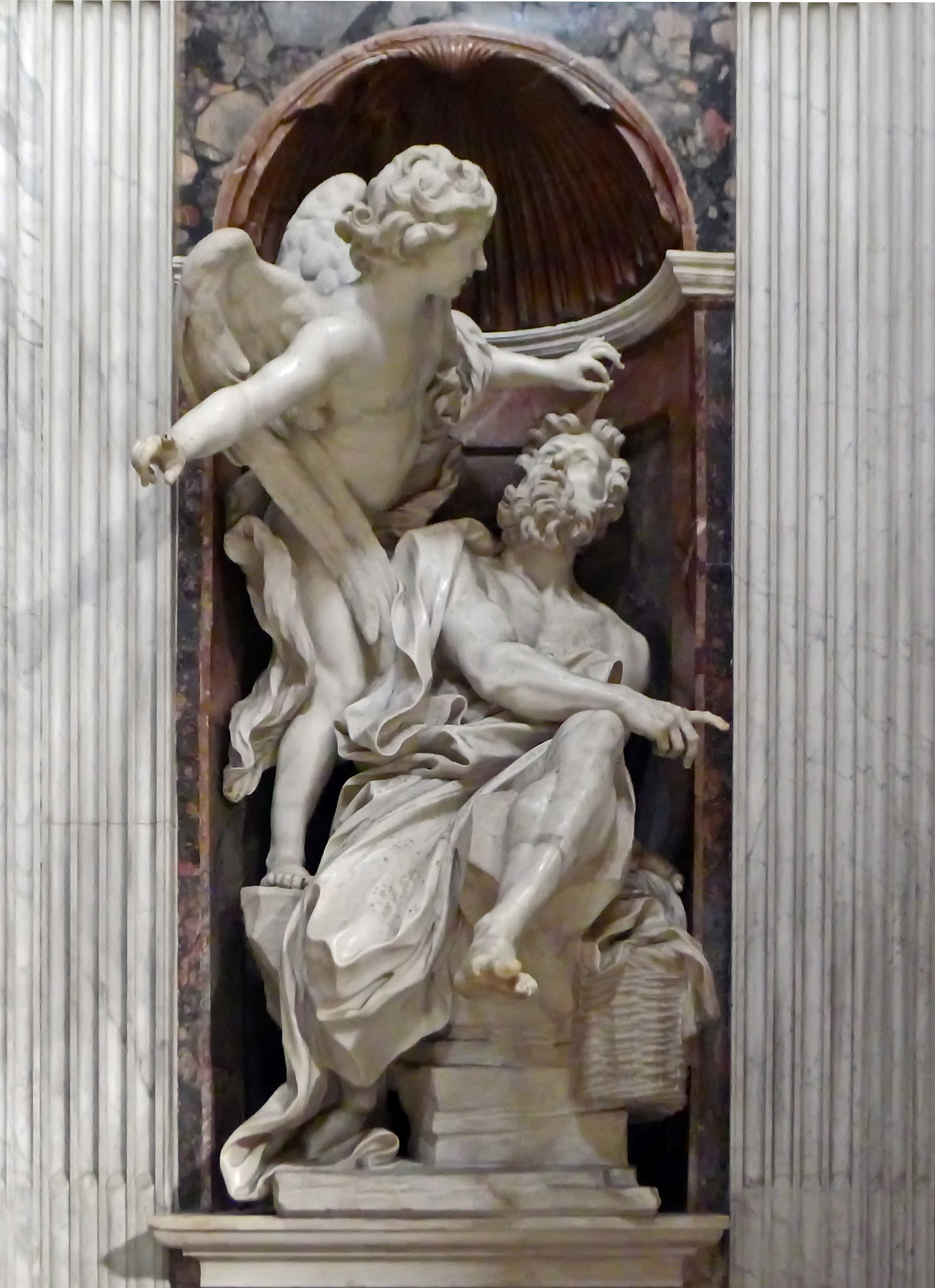
Habacuc și îngerul, sculptură de Bernini, sec. al XVII-lea, Santa Maria del Popolo, Roma.

Caracteristicele esențiale ale iconografiei lui Habacuc sunt puse în raport cu tonul său agitat și amar, prezent în textul cărții sale. Aspectul profetului este în general senil, cu barbă, încovoiat. Așa este, de exemplu, reprezentat într-un mozaic la Hosos David, Salonic, una din reprezentările sale cele mai vechi (sec. al V-lea), care a dat tonul mai ales iconografiei bizantine.
Uneori apare de-a dreptul deformat. Textul din „Mystère de Rouen” spune că Habacuc trebuie spă fi fost „barbu et voûté ou même bossu” și tot așa apare în statuia lui M. Civitali (sfârșitul sec- al XV-lea) din Domul din Genova.
Chiar dacă în decursul istoriei artei curentele de exprimare au variat (în privința lui Habacuc alternând sau exaltând unele detalii figurative) reprezentarea lui a rămas fără variații marcante, iar aceasta arată că în privința acestui profet, cunoașterea a rămas mereu doar generică.
Rămân constante trăsăturile morale ale lui Habacuc, chiar și atunci când trăsăturile fizionomiei suferă variații sau inovații (de ex. Donatello – celebra statuie a lui Habacuc din turnul Domului din Florența – imaginea morală a profetului rămâne conformă spiritului tradițional).
Nici atributele iconografice ale lui Habacuc nu se referă la un aspect precis al activității sau personalității sale. 
Habacuc a fost reprezentat adesea purtat sau călăuzit de un înger la Daniel în groapa cu lei: de la nenumăratele sarcofage paleocreștine și basoreliefuri prin bazilicii de prin sec. al IV-lea (ex. basorelieful de pe ușa Bazilicii Sf. Sabina din Roma, cca. 430), portalul bisericii Sf. Fidel din Como și la capitelul Baptisteriului din Parma (din școala antelamică) și la sculptura lui Bernini din S. Maria del Popolo, Roma.